# Rusín
Rusín är en ort i Tjeckien. Den ligger i den östra delen av landet, 240 km öster om huvudstaden Prag. Rusín ligger 292 meter över havet och antalet invånare är 142.
Terrängen runt Rusín är platt åt nordost, men åt sydväst är den kuperad. Runt Rusín är det ganska tätbefolkat, med 83 invånare per kvadratkilometer. Närmaste större samhälle är Krnov, 13,5 km söder om Rusín. Trakten runt Rusín består till största delen av jordbruksmark.